# Vemurafenib
Vemurafenib (Handelsname Zelboraf) ist ein Arzneistoff aus der Gruppe der Proteinkinaseinhibitoren, der in der Behandlung des malignen Melanoms als Palliativtherapie eingesetzt wird, um in einem unheilbaren Stadium der Erkrankung das Überleben zu verlängern. Die Zulassung in der EU besteht seit 2012. Vemurafenib wurde von Roche und Plexxikon entwickelt. Plexxikon wurde im April 2011 von Daiichi-Sankyo gekauft, so dass diese beiden Firmen Vemurafenib nun gemeinsam vermarkten.

## Wirkmechanismus
Vemurafenib ist ein selektiver Inhibitor des Onkogens B-Raf, einer Serin/Threonin-Kinase. In einer Reihe von Krebserkrankungen wird das Onkogen B-Raf in den Tumorzellen aktiviert. Beim malignen Melanom ist dies in etwa 70 %, beim Schilddrüsenkrebs zu 30 bis 70 %, beim Ovarialkarzinom zu 15 bis 30 % und beim kolorektalen Karzinom zu 5 bis 20 % der Erkrankungen der Fall. Mutationen in B-Raf bewirken eine erhöhte Kinaseaktivität, was eine Überaktivierung des mitogenaktivierten Proteinkinase-Wegs zur Folge hat. In Modellorganismen mit xenotransplantatierten malignen Melanomen konnte mit Vemurafenib B-Raf deaktiviert und eine Regression der Tumoren beobachtet werden. Die Deaktivierung von B-Raf bewirkt in den Tumorzellen deren Apoptose.
Etwa 50 % der humanen malignen Melanome weisen die Mutation V600E in B-Raf auf. Nur bei diesem Genotyp wirkt Vemurafenib. Bei diesem Mutationstyp ist in der Position 600 an Stelle von Valin (V) Glutaminsäure (E) in das B-Raf-Protein eingebaut. Aus den Ergebnissen früher klinischer Studien (Phase I und II) wurde bei einigen Patienten ein zeitlich begrenztes Ansprechen des Tumors auf den Wirkstoff festgestellt, das heißt, dass sich nach einer bestimmten Behandlungsdauer eine Resistenz der Tumorzellen gegenüber Vemurafenib einstellt. Als Ursache für die Resistenzbildung wird ein „Umschalten“ der Tumorzellen auf einen anderen Signalweg vermutet. So wurde bei einigen Zellen mit Resistenzbildung eine verstärkte Expression von PDGFRB (ein Platelet Derived Growth Factor Rezeptor) beobachtet, wodurch ein alternativer Überlebensweg (an Stelle von B-Raf) eingeschlagen wurde. Bei anderen resistenten Zellen wurde die Aktivierung des Onkogens NRAS (Neuroblastom-RAS) festgestellt, was den normalen B-RAF-Überlebensweg wieder aktiviert.
Die IC50 gegenüber V600E-Mutanten liegt bei 44 nmol/L, während es bei Zellen vom Wildtyp bei über 2,4 µmol/L liegt.

## Nebenwirkungen
Im August 2013 wies der Hersteller Roche in einem Rote-Hand-Brief auf zwei Nebenwirkungen von Vemurafenib hin:
- Risiko für eine Progression maligner Erkrankungen, die mit einer RAS-Mutation in Verbindung stehen
- Arzneimittelausschlag mit Eosinophilie und systemischen Symptomen (DRESS-Syndrom)

Die Kombination mit Strahlentherapie beim Melanom kann zur Cutis verticis gyrata führen.

## Zulassung
Die US-amerikanische Food and Drug Administration (FDA) hat im August 2011 Zelboraf® (Vemurafenib) für die Behandlung von Patienten mit inoperablem oder metastasiertem Melanom und einer BRAF-V600-Mutation zugelassen. im Februar 2012 folgte die Zulassung durch die EU-Kommission für den europäischen Markt. In Deutschland hat das Institut für Qualität und Wirtschaftlichkeit im Gesundheitswesen (IQWiG) den Zusatznutzen von Vemurafenib überprüft. Demnach stehen im Vergleich mit Dacarbazin erhebliche Vorteile in Bezug auf das Gesamtüberleben jedoch gravierende Nebenwirkungen gegenüber. Insgesamt ergibt sich ein Hinweis auf einen beträchtlichen Zusatznutzen.
Vemurafenib befindet sich derzeit in der klinischen Phase II bei Patienten mit malignem Melanom mit Hirnmetastasen.